# Demonstration (musikalbum)
Demonstration är ett musikalbum i begränsad utgåva av PJ Harvey och som gavs ut i samband med att Harveys debutalbum Dry kom år 1992. LP-versionen av skivan gavs ut i 5 000 exemplar och CD-versionen i 2 000. Båda skivorna innehåller endast demomaterial.

## Låtlista
1. Oh My Lover
2. O Stella
3. Dress
4. Victory
5. Happy and Bleeding
6. Sheela-Na-Gig
7. Hair
8. Joe
9. Plants and Rags
10. Fountain
11. Water